# 大毛蕨
大毛蕨（学名：Cyclosorus grandissimus）为金星蕨科毛蕨属下的一个种。